# Joseph Franz von Weichs
Joseph Franz Caspar Maria Freiherr von Weichs (* 6. Januar 1745; † 2. März 1819 in Körtlinghausen) war Domherr in Münster und Paderborn sowie kurkölnischer Oberjägermeister.

## Leben

### Herkunft und Familie
Joseph Franz Caspar Maria von Weichs zu Körtlinghausen entstammte als Sohn des Friedrich Ernst von Weichs zu Körtlinghausen (* 1710, kurkölnischer Oberjägermeister) und dessen Gemahlin Maria Anna von Brabeck zu Schellenstein (ehem. Stiftsdame in Nottuln) einer westfälischen Adelsfamilie. Er war der Neffe der Domherren Philipp Franz von Weichs und Wilhelm Joseph von Weichs.

### Wirken
Im Jahre 1773 erhielt Joseph Franz nach Verzicht seines Onkels Wilhelm Joseph die münstersche Dompräbende. Als Domherr in Paderborn wird er im Jahre 1777 erwähnt. Sein Schwager Joseph Clemens von Plettenberg, der in zweiter Ehe mit Josephs Schwester Maria Theresia (1748–1796) verheiratet war, drängte ihn aus Anlass der bevorstehenden Koadjutorwahl im Jahre 1780 zum Verzicht auf die Präbende zugunsten eines Mitglieds der österreichischen Seite. Die Präbende wurde, anders als Plettenberg es sich gewünscht hatte, auf Franz Wilhelm von Spiegel übertragen. Im Jahre 1788 heiratete Joseph Franz die Freiin Maria Franziska von Fürstenberg. Nach dem Verzicht wurde Joseph Franz kurkölnischer Oberjägermeister. Seine Ehe blieb kinderlos, so dass er der Letzte der Linie von Weichs zu Körtlinghausen war. So kam Schloss Körtlinghausen im Jahre 1830 in den Besitz der Freiherren von Fürstenberg.